# Lattes (Hérault)
Lattes é uma comuna francesa na região administrativa da Occitânia, no departamento de Hérault. Estende-se por uma área de 27.83 km², e possui 16.710 habitantes, segundo o censo de 2018, com uma densidade de 600 hab/km².